# Epilaeliopsis
Epilaeliopsis là một chi thực vật có hoa trong họ Lan.